# 앤퍼니 하더웨이
앤퍼니 "페니" 하더웨이(영어: Anfernee "Penny" Hardaway, 1971년 7월 18일 ~ )는 미국의 농구 선수, 감독이다. 현역 시절 포지션은 포인트 가드로 NBA에서 현역 생활을 보냈다. 현재 멤피스 타이거스의 감독이다.  예외적으로 장신의 포인트 가드인 그는 자신의 첫 몇시즌에 올스타였다.  하더웨이는 올랜도 매직과 함께 한 자신의 세월과 피닉스 선스와 함께 자신의 초기 세월에 가장 생산적이었다.  부상들이 그에게 생기기 시작면서 그의 유효성을 감소하였다. 그는 2004년부터 2006년까지 뉴욕 닉스를 위하여 활약하였고, 자신의 전 매직 동료 샤킬 오닐과 재결합한 마이애미 히트와 함께 2007년 자신의 경력을 끝냈다.

## 어린 시절
하더웨이는 에디 골든과 페이 하더웨이의 아들이다.  이름 앤퍼니는 그의 모친의 학교 동창의 것이었다.  1974년 모친이 오클랜드에서 일하는 데 멤피스를 떠날 때 그녀는 아들을 그의 조모 루이즈에게 맡겼다.  그의 별명은 "Penny" 같은 소리에 남부 사투리와 함께 조모가 그에게 "Pretty"라고 부른 결과로서 왔다.  하더웨이의 첫 흥미는 미식축구였으나 조모가 그를 다치지 않기를 원하였다.  그는 멤피스에 있는 산탄층 주택의 빙엄턴 이웃에서 자라왔다.  10대로서 하더웨이는 멤피스 YMCA에서 청소년 스포츠에 귀착시키고 멤피스 YMCA의 주니어 올림픽 농구 팀에 활약하였다.

## 고교 경력
하더웨이는 시니어로서 자신이 36.6 포인트, 10.1 리바운드, 6.2 어시스트, 3.9 스틸과 2.8 블록을 평균한 트레드웰 고등학교를 위하여 멤피스에서 농구를 하면서 자라오고, 퍼레이드 국내 고등학교 선수로 임명되었다.  그는 3,039 포인트와 함께 자신의 고등학교 경력을 끝냈다.  그러고나서 하더웨이는 멤피스 주립 대학교(1994년 이래 멤피스 대학교로 알려짐)로 진학 하였다.

## 대학 경력
하더웨이는 학문적으로 부적당한 이유로 1990년 ~ 91년 시즌에 활약하지 못하였다.  자신이 활약의 외부로 있는 동안 하더웨이는 자신의 사촌의 집 외부에서 총부리에 강탈되어 빗나간 총탄에 의하여 자신의 발에 맞아 자신의 경력을 위험에 놓았다.  자신이 인생에서 더 나게 하고 더욱 성취를 이루는 데 격려된 후, 그는 교육의 주요로서 3.4의 등급 포인트 평균과 함께 학장의 명단으로 이루었다.

### 1991년 ~ 92년
1992년의 여름 하더웨이는 매일 그해의 올림픽 팀에 난투한 미국 농구 개발적 팀으로 선발되었다.  하더웨이는 크리스 웨버, 보비 헐리, 자말 매시번, 로드니 로저스, 에릭 몬트로스, 그랜트 힐과 앨런 휴스턴의 동료 선수였다.

### 1992년 ~ 93년
하더웨이는 자신의 주니어 시즌(1992년 ~ 93년)을 위하여 복귀하고, 이전의 시즌으로부터 자신의 수들을 개선하였다.  그는 한 경기에 22.8 포인트, 8.5 리바운드, 6.4 어시스트, 2.4 스틸과 1.2 블록을 평균하였다.  그는 2개의 트리플-더블을 축적하였다.  그는 다시 올아메리칸으로 임명되었다.  그는 또한 "올해의 네이스미스 대학 선수" 상과 대학 농구에서 가장 뛰어난 선수들에게 해마다 주어진 존 R. 우든 상을 위한 결승 출장 선수이기도 하였다.
하더웨이는 멤피스 주립 대학교에서 교육학을 전공하여 3.4의 성적 평균 점을 이루었으나 1993년 NBA 드래프트에 들어가는 데 자신의 시니어 시즌을 포기하였다.  1994년 멤피스 주립 대학교는 그의 등번호 25를 영구 결번시켰다.  그는 프로로 전향하는 데 학교를 일찍이 떠난지 10년 후, 2003년 5월 멤피스 대학교로 돌아와 전문학에서 학사 학위와 함께 졸업하였다.
하더웨이는 collegehoopsnet.com에 의하여 톱 100의 근대 대학 포인트 가드의 명단에 5위로 임명되었다.  추가적으로 그는 ESPN 컨퍼런스 USA 25주년 팀에 지도적으로 투표를 얻었다.

## NBA 경력

### 올랜도 매직 (1993년 ~ 1999년)
하더웨이는 1993년 NBA 드래프트의 첫 라운드에서 골든스테이트 워리어스에 의하여 선발되었으나 전체 1위의 선발 선수인 크리스 웨버에 권리들을 위하여 3명의 훗날의 첫 라운드 선발 선수들과 더불어 올랜도 매직으로 이적되었다.  매직의 의지는 그를 샤킬 오닐과 콤비를 이루는 것이었다.  드래프트가 있기 이틀 전 하더웨이는 몇몇의 매직의 선수들과 함께 선발 농구 경기에 참가하였고 드래프트 데이의 이적을 이루는 데 충분히 팀에 인상을 주었다.
그는 자신이 베테랑 스캇 스카일스로부터 포인트 가드 포지션을 배운 동안 슈팅 가드 포지션에서 시즌을 시작하였다.  중반의 시즌에 그는 스카일스로부터 포인트 가드 임무들을 차지하였다.  그는 즉시 리그에 영향력을 이루어 개회식 쉬크 신인 경기에서 MVP 상을 수상하였다.  하더웨이는 매직을 그들의 첫 플레이오프 지위와 첫 50 승 시즌으로 도움을 주었다.  그는 리그에서 자신의 190 스틸이 6위에 들어온 동안 한 경기에 16 포인트, 6.6 어시스트, 5.4 리바운드를 평균하였다.  그는 보스턴 셀틱스를 상대로 14 포인트, 12 어시스트와 11 리바운드를 등록할 때 4월 15일 자신의 첫 경력 트리플-더블을 기록하였다.  자신의 노력들로 인하여 그는 NBA 올루키 퍼스트 팀으로 임명되었고, "올해의 신인" 상을 위하여 웨버에 밀려 2위를 하였다.
1994 ~ 1995시즌 동안 매직은 하더웨이가 한 경기에 20.9 포인트, 7.2 어시스트, 4.4 리바운드와 1.7 스틸을 평균하는 동안 팀의 기록으로 57개의 경기들을 우승하였다.  그는 자신의 첫 NBA 올스타 경기에서 출발 선수로 임명되고, 올NBA 퍼스트 팀으로 이루었다.  플레이오프 진행의 하이라이트는 시카고 불스의 2번째 라운드 패배였다.  샤킬 오닐과 더불어 그는 팀을 NBA 결승전으로 지도하였으나 휴스턴 로키츠에 의하여 휩쓸어지고 말았다.  그것에 불구하고 하더웨이는 필드로부터 50%를 슈팅하는 동안 시리즈에서 25.5 포인트, 4.8 리바운드와 8 어시스트를 평균하였다.
1995 ~ 1996시즌의 시작에서 스타 동료 선수 오닐에게 생긴 부상이 시즌의 첫 몇주 동안 하더웨이를 더 많은 득점을 축적하도록 강요하였다.  그는 매직을 17 승 5 패의 시작으로 이끌면서 응답하였다.  그는 한 경기에 27.0 포인트, 6.5 어시스트, 5.8 리바운드, 2.2 스틸과 1 블록을 평균하여 11월을 위하여 "이번 달의 NBA 선수"로 임명되었다.  그는 매직을 프랜차이즈 기록 60 승으로 이끈 동안 2연속 시즌을 위하여 NBA 올스타 경기에서 출발 선수로 임명되었다.  시즌을 위하여 그는 21.7 포인트, 7.1 어시스트와 4.3 리바운드를 평균하고, 리그에서 5위를 위하여 좋았던 166 스틸을 사로 잡은 동안 2연속 해를 위하여 올NBA 퍼스트 팀으로 임명되었다.  그는 또한 MVP 투표에서 3위를 하였다.  하더웨이는 정규 시즌 동안 최소한 20 포인트와 5 어시스트를 평균하고, 필드골에 50%를 슈팅한 또다시 NBA에서 단 하나의 선수였다.  매직의 플레이오프 진행은 결국적 챔피언 불스에게 패한 동부 컨퍼런스 결승전에서 끝났다.  12개의 경기 플레이오프 진행에서 하더웨이는 23.3 포인트, 6 어시스트와 4.7 리바운드를 평균하였다.
1996년의 여름 동안 하더웨이는 금메달을 획득한 미국 올림픽 농구 팀에 활약하였다.  8개의 경기들에서 하더웨이는 9 포인트, 4.4 어시스트, 2.8 리바운드와 1.4 스틸을 평균하였다.  그의 최대 공헌들 2개는 자신이 14 포인트에서 기부한 브라질을 상대로 준준결승전과 자신이 17 포인트를 득점한 유고슬라비아를 상대로 금메달 경기에서였다.
오프 시즌 동안 오닐이 로스앤젤레스 레이커스로 떠나 하더웨이를 1996 ~ 1997시즌으로 향하는 매직에 홀로의 스타 선수로 놔두었다.  하더웨이는 부상이 채워진 시즌을 통하여 분투하였으나 아직도 NBA 올스타 경기에서 3연속을 위한 출발 선수로 임명되는 데 해낼 수 있었다.  시즌 동안 팀의 지도력 선수로서 하더웨이는 33개 만의 경기들이 남으면서 당시 총감독 브라이언 힐를 해고시키는 데 대성공을 거두었다.  59개의 정규 시즌 경기에서 그는 한 경기에 20.5 포인트, 5.6 어시스트, 4.5 리바운드와 1.6 스틸을 평균하였고, 올NBA 서드 팀으로 임명되었다.  매직은 45 승의 시즌과 함께 플레이오프로 이루어낼 수 있었다.  플레이오프들에서 매직은 첫 라운드에서 마이애미 히트에게 0 대 2로 떨어졌다.  그러고나서 하더웨이는 3번째 경기에서 42 포인트를, 마이애미에서 열린 5번째 경기를 강요하는 데 4번째 경기에서 41 포인트를 득점하여 팻 라일리가 감독을 맡은 팀을 상대로 플레이오프들에서 연속적 40 포인트를 득점한 첫 선수이면서 자신이 팀이 100보다 적게 득점할 때 연속적 플레이오프 경기들에서 40 포인트를 득점하는 데 NBA 역사상 첫 선수가 되었다.  5번째 경기에서 하더웨이는 33 포인트를 득점하였으나 모자랐다.  하더웨이는 한 경기에 31 포인트, 6 리바운드, 3.4 어시스트, 2.4 스틸과 1.4 블록의 평균과 함께 플레이오프들을 끝냈다.  그의 플레이오프 득점 평균은 마이클 조던에 1초 가깝게 끝냈다.
1997 ~ 1998 시즌 초기에 생긴 지독한 왼쪽 무릎 부상이 수술을 요구하고, 그에게 시즌의 다수를 놓치는 데 강요하였다.  부상에 불구하고 그는 4연속 해를 위하여 NBA 올스타 경기를 시작하는 데 투표되었고, 뉴욕에서 12분에 6 포인트와 3 어시스트를 가졌다.  그는 올스타 경기 후 자신의 마지막 경기를 활약하고, 시즌의 나머지를 놓쳤다.  19개의 경기에서 그는 16.4 포인트, 4 리바운드, 3.6 어시스트와 1.5 스틸을 평균하였다.
하더웨이는 록아웃으로 짧아진 1999년 시즌에 돌아와 동부 컨퍼런스에서 최고의 정규 시즌 기록의 나눔으로 매직을 이끄는 데 50개 전부의 정규 시즌 경기들을 활약할 수 있었다.  그는 15.8 포인트, 5.7 리바운드와 5.3 어시스트를 평균하고, 그의 111 스틸은 리그에서 그를 5위에 놓았다.  매직은 그러고나서 하더웨이가 19 포인트, 5.5 어시스트, 5 리바운드와 2.3 스틸을 평균하던 필라델피아 세븐티식서스에게 첫 라운드 시리즈를 패하였다.  그것은 올랜도에서 그의 최종 시즌으로 증명하였다.
1999년의 여름에 피닉스 선스의 포인트 가드 제이슨 키드의 주장에서 하더웨이는 대니 매닝, 팻 개러티와 2명의 훗날 첫 라운드 드래프트 선발 선수들을 위하여 선스로 이적되었다.
매직과 함께 369개의 정규 시즌 경기에서 하더웨이는 한 경기에 19 포인트, 6.3 포인트, 4.7 리바운드와 1.9 스틸을 평균하였다.  45개의 플레이오프 경기에서 그는 21.8 포인트, 6.5 어시스트, 4.9 리바운드와 1.9 스틸을 평균하였다.

### 피닉스 선스 (1999년 ~ 2004년)
하더웨니는 올스타 가드 제이슨 키드와 팀을 이루는 데 1999 ~ 2000시즌의 시작 전 매직과 함께 서명과 이적을 통하여 피닉스에 상륙하였다.  하더웨이의 발과 키드의 발목에 부상들이 그들을 함께 45개 만의 경기를 활약하는 데 허용되었다.  60개의 경기에서 하더웨이는 42 승 18 패의 기록과 함께 16.9 포인트, 5.8 리바운드, 5.3 어시스트와 1.6 스틸을 평균하였다.  선스는 53 승 29 패와 끝내고, 서부 컨퍼런스 플레이오프들에서 5위를 하였다.  키드에게 생긴 발목 부상이 전직 챔피언 샌안토니오 스퍼스를 상대로 첫 라운드 시리즈의 대부분을 놓치는 데 강요하였다.  하더웨이는 올라가고 중대한 3번째 경기 우승에서 17 포인트, 13 어시스트, 12 리바운드의 트리플-더블을 기록하였다.  선스는 4개의 경기들에서 스퍼스를 처분하였다.  컨퍼런스 준결승전은 그의 전 동료 선수 샤킬 오닐과 레이커스를 상대로 하더웨이를 겨루게 하였다.  선스는 5개의 경기들에서 결국적인 챔피언 레이커스에게 모자랐다.  9개의 플레이오프 경기들이 열리는 동안 하더웨이는 20.3 포인트, 5.7 어시스트, 4.9 리바운드, 1.6 스틸과 1 블록을 평균하였다.
전망은 2000 ~ 2001시즌으로 향하는 낙관적이었으나 자신의 왼쪽 무릎에 2개의 수술들이 시즌 동안 하더웨이를 4개의 경기를 제외한 전부의 경기를 놓치는 데 강요하였다.  그 4개의 경기에서 그는 9.8 포인트, 4.5 리바운드, 3.8 어시스트와 1.5 스틸을 평균하였다.
하더웨이는 2001 ~ 2002시즌을 건강하게 들어가 80개의 정규 시즌 경기를 활약할 수 있었다.  키드와 크리스 듀들리는 새로운 포인트 가드 스테픈 마버리, 조니 뉴먼과 수마일라 사마케를 위하여 뉴저지 네츠로 이적되었다.  키드의 패스-퍼스트 스타일은 하더웨이와 마버리의 머리로 받는 것으로 이끈 마버리의 슛-퍼스트 스타일과 전환되었다.  하더웨이는 11월 동안 19.9 포인트, 5.4 리바운드, 4.6 어시스트와 1.7 스틸을 평균해냈다.  팀은 하더웨이를 그의 경력 처음으로 벤치로 앉힌 시즌 동안 가드 조 존슨을 위하여 이적하였다.  이것에 불구하고 그는 정규 시즌 동안 12 포인트, 4.4 리바운드, 4.1 어시스트와 1.5 스틸을 평균하였다.
하더웨이는 벤치로부터 나와 2002 ~ 2003시즌에 들어갔다.  어린 조 존슨에 의한 일치하지 않은 활약은 하더웨이를 시즌 초기에 출발 정렬로 돌아갈 수 있도록 허용하였다.  그의 확고한 베테랑 활약은 마버리, 아마레 스타더마이어와 숀 매리언 같은 젊은 스타 선수들을 가진 팀으로 중요한 구성 요소였다.  하더웨이는 자신의 결석에서 팀이 10 승 14 패로 간 손의 부상과 함께 24개의 경기들을 놓쳤다.  그는 4월 9일 댈러스 매버릭스를 상대로 10 포인트, 10 어시스트, 10 리바운드 트리플-더블을 기록하는 데 그때 돌아왔다.  하더웨이는 10.6 포인트, 4.4 리바운드, 4.1 어시스트와 1.1 스틸을 평균한 정규 시즌을 끝냈다.  선스는 6새의 경기들에서 패하기 전에 첫 라운드에서 결국적 챔피언 스퍼스에게 겁을 주었다.
2003 ~ 2004시즌은 하더웨이가 선스의 출발 정렬에서 안팎을 뒤썩은 것을 보았다.  2004년 1월 6일 그는 하워드 아이즐리, 찰리 워드와 안토니오 맥다이스 등을 위한 교환에서 마버리와 백업 센터 체자리 트리반스키와 더불어 뉴욕 닉스로 이적되었다.  선스는 또한 거래에서 밀로시 부야니츠의 드래프트 권리들과 2명의 첫 라운드 드래프트 선발을 받기도 하였다.  그는 선스를 위하여 34개의 경기에서 8.7 포인트, 2.9 리바운드와 2.9 어시스트를 평균하였다.  선스는 2004 ~ 2005시즌에 시작된 큰 거래에서 자유 계약 포인트 가드 스티브 내시를 계약하는 데 이 이적을 통하여 개척해 나간 캡룸을 이용하였다.
선스와 함께 236개의 정규 시즌 경기에서 그는 12.4 포인트, 4.5 리바운드, 4.2 어시스트와 1.3 스틸을 평균하였다.  15개의 플레이오프 경기에서 그는 17.3 포인트, 5.3 리바운드, 5.1 어시스트와 1.8 스틸을 평균하였다.

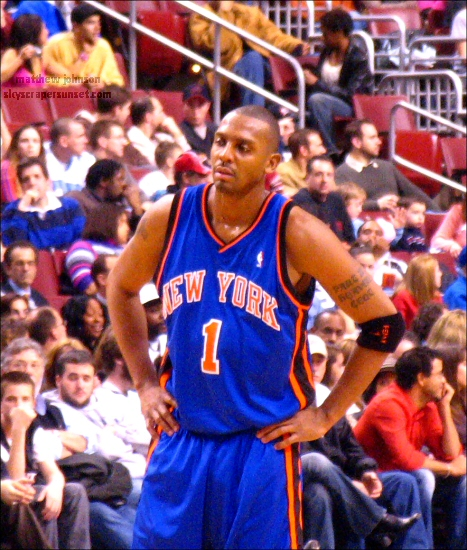
뉴욕 닉스와 함께

### 뉴욕 닉스 (2004년 ~ 2006년)
하더웨이와 마버리는 닉스를 2004년 NBA 플레이오프들로 이끄는 도움을 주었다.  닉스와 함께 42개의 정규 시즌 경기에서 하더웨이는 9.6 포인트, 4.5 리바운드, 1.9 어시스트와 1 스틸을 평균하였다.  시즌 동안 총 76개의 경기에서 그는 9.2 포인트, 3.8 리바운드와 2.3 어시스트를 평균하였다.  플레이오프들에서 닉스는 첫 라운드에서 네츠에게 패하였다.  하더웨이는 시리즈에서 16.5 포인트, 5.8 어시스트, 4.5 리바운드와 1.5 스틸을 평균하는 동안 2개의 플레이오프 경기에서 닉스를 득점에서 이끌었다.
하더웨이는 2004 ~ 2005시즌의 대부분을 다양한 부상들과 싸우면서 보냈다.  그는 시즌의 중반 동안 11개의 경기 순회에서 11.9 포인트, 2.6 어시스트와 2.5 리바운드를 평균하였다.  그는 시즌을 37개의 경기에서 7.3 포인트, 2.4 리바운드와 2 어시스트를 평균하여 끝냈다.
하더웨이는 관절염의 무릎을 복구시키는 노력을 하는 동안 2005 ~ 2006시즌에서 닉스를 위하여 4개 만의 경기를 활약하였다.  그 경기들에서 그는 2.5 포인트, 2.5 리바운드와 2 어시스트를 평균하였다.
닉스를 위한 83개의 경기에서 그는 8.2 포인트, 3.5 리바운드와 1.9 어시스트를 평균하였다.
2006년 2월 22일 하더웨이는 스티브 프랜시스를 위하여 트레버 애리자와 더불어 매직으로 도로 이적되었다.  운명의 반어적 비틀림에서 매직은 이어진 여름에 그의 계약이 만기될 때 돈을 모으려소 2월 27일 하더웨이의 15.8 백만 달러의 계약을 포기하였다.

### 마이애미 히트 (2007년)
2007년 8월 9일 하더웨이는 베테랑의 최소 한도를 위하여 마이애미 히트에 의하여 계약이 맺어져 전 동료 선수 오닐과 재결합하였다.  그는 등번호 7의 저지를 입어 자신이 등번호 1을 입지 않은 자신의 프로 경력에서 처음으로 만들었다.  12월 12일 그는 자유 계약 선수 루크 잭슨을 위하여 팀의 자리를 해방하는 명령에서 히트에 의하여 포기되었다.  16개의 정규 시즌 경기에서 그는 3.8 포인트, 2.2 리바운드, 2.2 어시스트와 1.19 스틸을 평균하였다.  시즌의 그의 최고 경기는 11월 17일 네츠에 91 대 87로 우승에서 16 포인트를 위하여 6 대 6 슈팅과 함께였다.

## 감독 경력

### 멤피스 타이거스 (2018년 ~ )
2018년 3월 19일 자신의 모교 멤피스 타이거스에 의하여 총감독으로 기용되었다.  그는 전 총감독 터비 스미스를 대체하는 데 기용되었다.